# The Echo (film 1915)
The Echo è un cortometraggio muto del 1915 diretto da Tom Ricketts. Prodotto dall'American Film Manufacturing Company e sceneggiato da Theodosia Harris, aveva come interpreti Jack Richardson, Vivian Rich, Perry Banks, Louise Lester, David Lythgoe, Harry von Meter.

## Trama
Violet, la figlia del ricco Wellborn, viene portata in campagna per recuperare la salute. John, il figlio undicenne del contadino dove è stata lasciata, è attratto dalla nuova venuta e Violet ascolta le storie di John, che parla di una misteriosa donna del traghetto. I due giovani progettano un viaggio alla sua ricerca e John rivela a Violet di essere innamorato di lei. Al ritorno al casale, trovano Wellborn che è venuto a riprendere la figlia.
Anche se ha il cuore spezzato per la lontananza dell'amata, John attende con ansia la sua lettera: Violet, con l'entusiasmo della gioventù, gli promette che tornerà per sposarlo.

Passano alcuni anni: John è diventato il maestro del villaggio e Violet una delle più attraenti ragazze da marito della buona società, circondata da uno stuolo di pretendenti. Tra questi, Wellborn sceglie per la figlia, a causa del suo titolo, un vecchio nobile. Ma Violet respinge la proposta di matrimonio che le viene fatta e l'eco del ricordo le riporta alla mente l'unico periodo in cui sia stata felice. Non osando affrontare il padre, gli scrive un biglietto, impacchetta le sue cose e fugge nel villaggio dove ritrova l'amato John, il suo amore di bambina. Troverà così la felicità anche se rinuncia per lui al denaro di suo padre che la disereda.

## Produzione
Il film fu prodotto dall'American Film Manufacturing Company

## Distribuzione
Distribuito dalla Mutual, il film - un cortometraggio di una bobina - uscì nelle sale cinematografiche degli Stati Uniti il 10 marzo 1915.